# Johann Peter Salomon

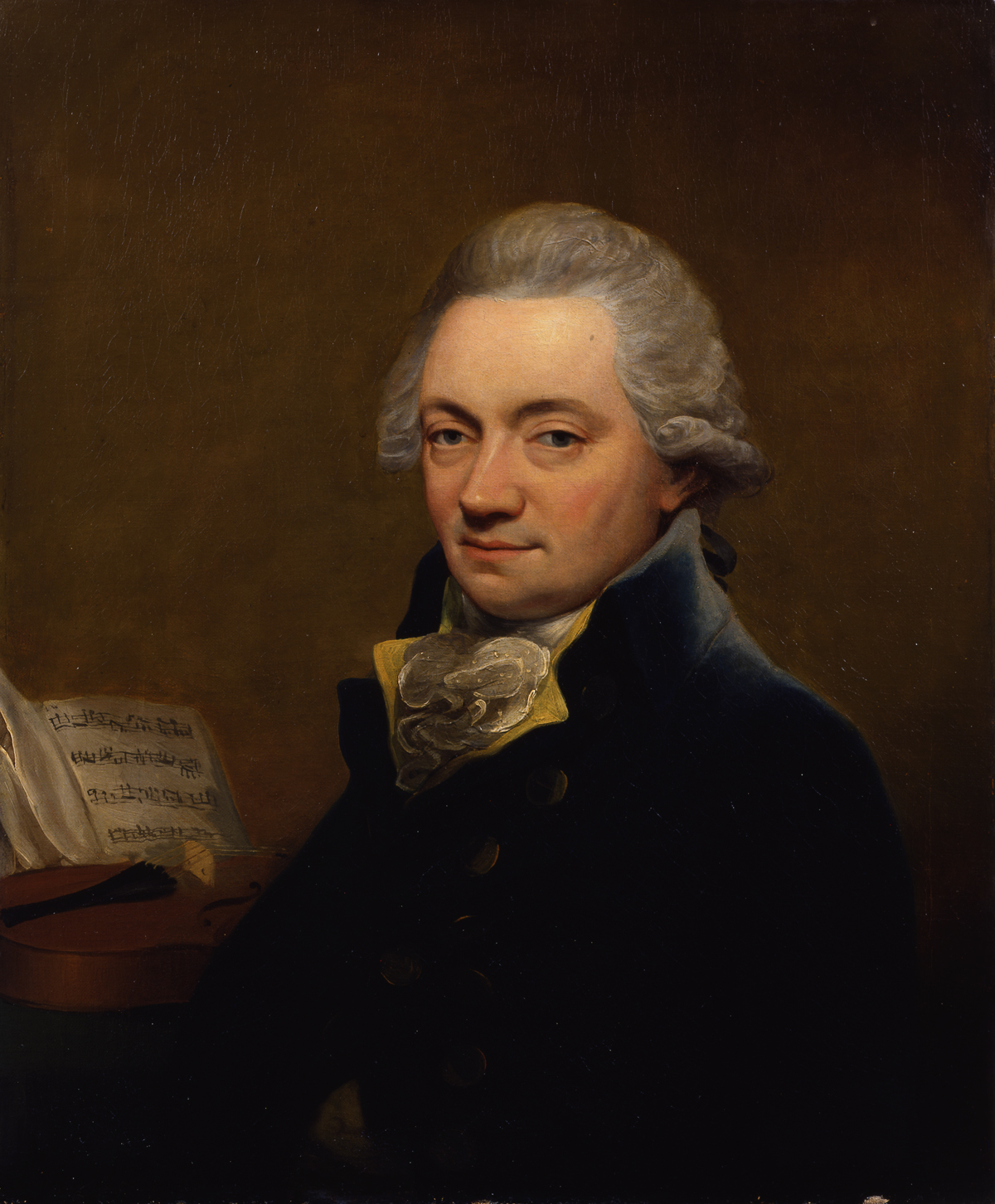
Johann Peter Salomon

Johann Peter Salomon (getauft 20. Februar 1745 in Bonn; † 25. November 1815 in London) war ein Geiger, Komponist, Dirigent und Musikimpresario.

## Leben

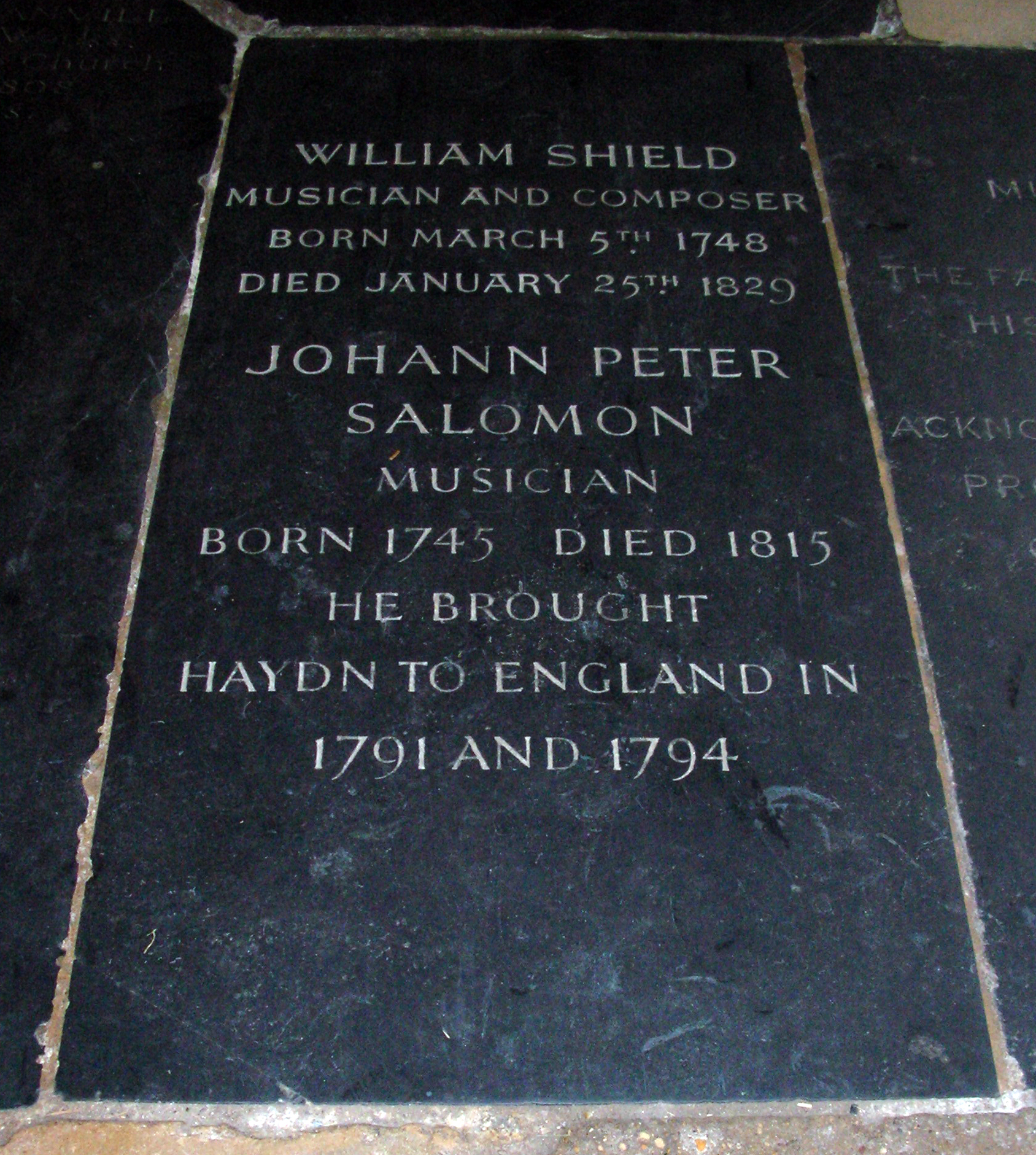
Gedenkplatte in Westminster Abbey ("[...] He brought Haydn to England in 1791 and 1794")

Johann Peter Salomon wurde als Sohn eines Oboisten des kurfürstlichen Bonner Hoforchesters in der Bonngasse 515 (heute: Bonngasse 20) geboren, die später als Geburtshaus Beethovens bekannt wurde. Von 1758 bis 1764 war er Geiger im Hoforchester, bevor er Konzertmeister im Orchester des Prinzen Heinrich von Preußen, dem Bruder Friedrichs des Großen, in Rheinsberg in der Mark Brandenburg wurde. Nach der Auflösung von dessen Kapelle ging Salomon 1781 nach London, wo er besonders als Quartettspieler und später als Konzertunternehmer Berühmtheit erlangte.
1790 suchte er Joseph Haydn in Wien auf und war maßgeblich für dessen beide Aufenthalte (1791/92 und 1794/95) in London verantwortlich. Anlässlich der ersten Reise schrieb Haydn seine Sinfonien Nr. 93 bis 98, bei seinem zweiten Aufenthalt die Symphonien 100 bis Nr. 104. Während sämtliche in London komponierte und dort uraufgeführte Symphonien als Londoner Symphonien bezeichnet werden, trägt die letzte den – allerdings nicht von Haydn stammenden – Titel Salomon-Sinfonie, quasi als Epitaph für den Organisator von Haydns Londoner Aufenthalten. Außerdem war Salomon Anreger und Violinsolist in Haydns einziger Sinfonia concertante B-Dur, Hob. I:105 für Geige, Cello, Oboe und Fagott, die während Haydns erster Londoner Reise 1792 entstand.
Mit Ludwig van Beethoven war Johann Peter Salomon aus Bonner Tagen bekannt. Die Familien Beethoven und Salomon waren befreundet und Nachbarn in der Bonngasse. Salomon verließ zwar Bonn schon vor Beethovens Geburt, kehrte jedoch einige Male zu Besuchen zurück, bei denen der Komponist seine Bekanntschaft machte. 1815 wandte Beethoven sich an Salomon mit der Bitte, ihm für seine Werke einen Londoner Verleger zu vermitteln (→ siehe Weblinks).
Heutzutage ist Salomon am besten bekannt als Organisator von Konzerten. Er gelangte in den Besitz der Kopie eines biblischen Librettos eines ansonsten nicht weiter bekannten Lidley (oder Lindley), das er an Haydn weitergab, und der es in seinem Oratorium Die Schöpfung verarbeitete.
Darüber hinaus wird angenommen, dass er Mozarts 41. Sinfonie den Namen Jupiter-Sinfonie gab.
Salomon starb nach langer Krankheit am Samstag, den 25. November 1815, in seinem Haus in der Newman Street in Westminster. Als Beethoven davon erfuhr, schrieb er am 28. Februar 1816 an Ferdinand Ries in London: „Salomons Tod schmerzt mich sehr, da er ein edler Mensch ware, dessen ich mich von meiner Kindheit erinnere.“